# Польхам
Польхам (нем. Pollham) — коммуна (нем. Gemeinde) в Австрии, в федеральной земле Верхняя Австрия. 
Входит в состав округа Грискирхен.  Население составляет 948 человек (на 31 декабря 2005 года). Занимает площадь 11 км². Официальный код  —  40821.

## Политическая ситуация
Бургомистр коммуны — Йохан Гиглайтнер (АНП) по результатам выборов 2003 года.
Совет представителей коммуны (нем. Gemeinderat) состоит из 13 мест.
- АНП занимает 10 мест.
- СДПА занимает 3 места.